# Mazda RX-7
El Mazda RX-7 es un automóvil deportivo producido por el fabricante japonés Mazda Motor Corporation (マツダ株式会社 Matsuda Kabushiki-gaisha?) entre los años 1978 y 2002. Rivalizaba con otros deportivos, tales como: el Toyota Supra, el Honda NSX, la línea Nissan Fairlady Z, el Nissan Skyline, entre otros.
El RX-7 era un reemplazo directo para el RX-4 y todos los deportivos con motor Wankel de la gama de Mazda, con excepción del Mazda Cosmo.
Podía ser biplaza o de cuatro plazas, según el mercado, en carrocería cupé de dos puertas. También hubo una versión cabriolet, únicamente disponible en la segunda generación.
En resumen el Mazda RX-7 es un automóvil que ha dejado una marca indeleble en la historia del automovilismo deportivo, destacando por su motor único y su rendimiento impresionante.

## Historia

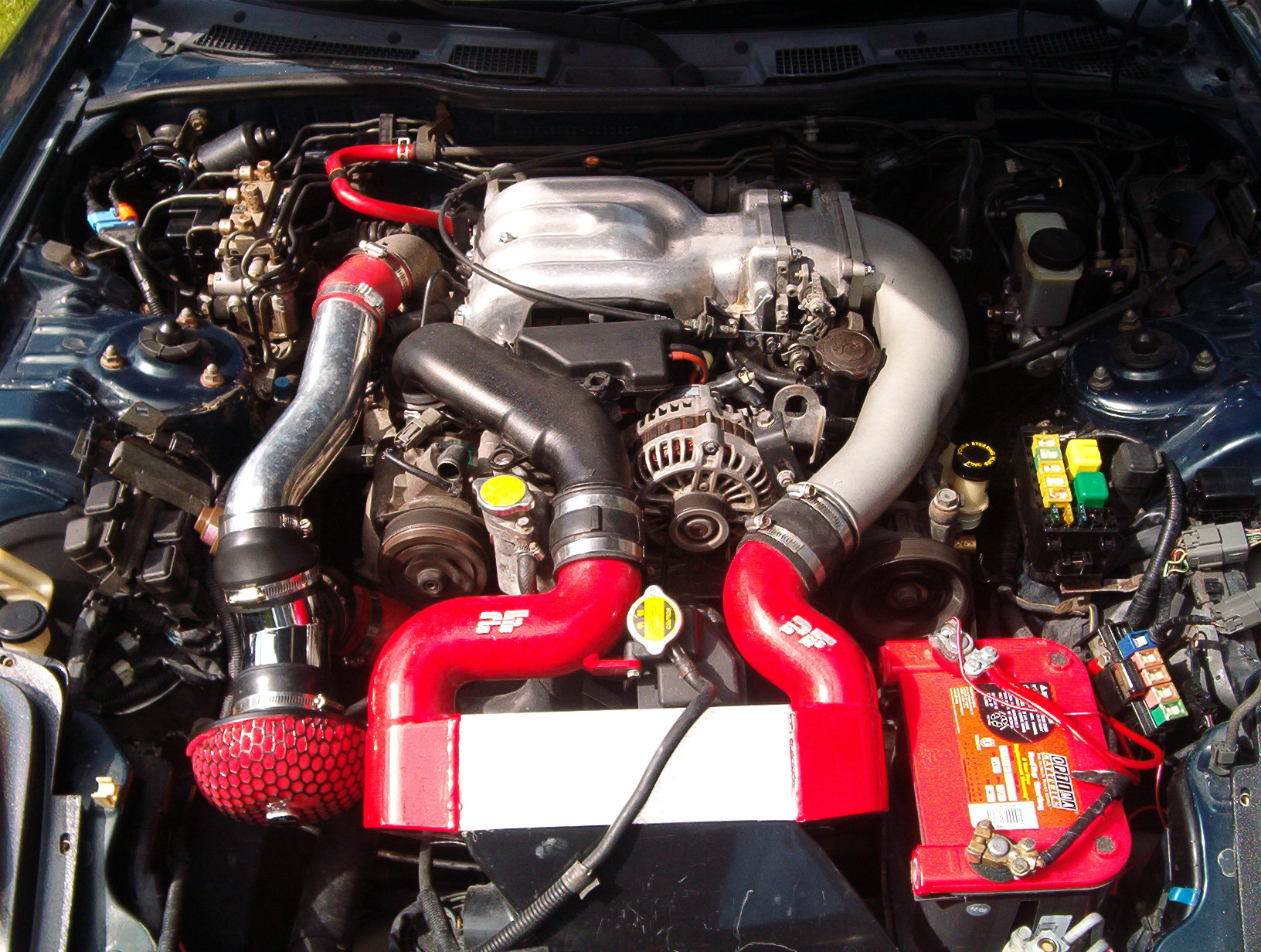
Motor rotativo 13B-REW.

Para encontrar su origen, tenemos que retrotraernos a otro modelo: el Mazda Cosmo, nacido a mediados de la década de los 60 y no es que fuera su predecesor per se, pero sí que estableció algunos de los pilares fundamentales de la saga (como el motor rotativo) y de él, en sus generaciones posteriores, derivó el RX-7.
Fue a finales de la década de 1970, específicamente en 1978, cuando Mazda debutó al RX-7, era un automóvil deportivo que se distinguió por tener un motor rotativo, con el que contribuyó a la marca japonesa a triunfar en el automovilismo.
Esta influencia del RX-7 en el deporte motor, se hizo sentir en el Mazda 787B con un motor de cuatro rotores de 710 CV (700 HP; 522 kW), que trastornaron el dominio tradicional de los motores de pistón en 1991 con su victoria en las 24 Horas de Le Mans.
Si bien, el motor rotativo se había hecho presente en modelos anteriores, estos no tuvieron el éxito esperado, al grado que Mazda pensaba en su extinción. Sin embargo, se hizo un intento más al incorporarlo en el RX-7, sin imaginar esta nueva oportunidad que se le dio a esta clase de motor, resultó ser todo un éxito.
Esta popularidad hizo que el RX-7 obtuviera el título del auto deportivo con motor rotativo más vendido del mundo, al sumar más de un millón de unidades desde su debut hasta su extinción en 2002. Durante este lapso, surgieron tres generaciones que conformaron el legado de este emblemático modelo deportivo.
Existen tres generaciones del RX-7: La primera, conocida como "SA22C" o "FB", que abarcó los modelos desde 1979 hasta 1985. La segunda, conocida como "FC3S" o simplemente "FC", que comprende los modelos desde 1986 hasta 1991. La tercera generación, conocida como "FD3S" o "FD". Se presentó en 1993 y finalizó su producción en 2002. En total se produjeron 811 634 unidades.

## Primera generación
En su primera generación, fue presentado al mundo en 1978 y lanzado al mercado en 1979, el japonés vio la luz en una década marcada por la crisis del petróleo, en la que los deportivos equipados con enormes motores de alto consumo de combustible, estaban en horas bajas de popularidad y se necesitaba otro enfoque.
El resultado fue un deportivo de 4285 mm (168,7 pulgadas) de longitud, un peso que rondaba los 1000 kg (2205 libras) y un diseño llamativo que cuadraba con el estilo predominante en aquella época: líneas afiladas que combinaban rectas y superficies curvas, faros escamoteables o el siempre acertado detalle (aunque no muy práctico) de montar los retrovisores sobre los pasos de rueda delanteros.
En Europa entregaba 105 CV (104 HP; 77 kW) y 14,7 kg·m (144 N·m; 106 lb·pie) de par; y en Japón llegaría a 130 CV (128 HP; 96 kW) y 17 kg·m (167 N·m; 123 lb·pie), respectivamente, con una caja de cambios manual de cinco velocidades con la que aceleraba de 0 a 100 km/h (62 mph) en 8,5 segundos y superaba los 200 km/h (124 mph) de punta. Su consumo era de unos 11 L/100 km (9,1 km/L; 21,4 mpgAm).
Salió a la venta en Japón en 1978 antes de llegar a Europa al año siguiente, causó un gran revuelo. Con un peso en vacío de poco más de una tonelada, el RX-7 ofrecía el motor 12A con 100 CV (99 HP; 74 kW); y otro más potente 13B RE-EGI de 1308 cm³ (1,3 litros) con 135 CV (133 HP; 99 kW), dependiendo del mercado.
Gracias a la disposición central delantera del motor, el vehículo mejoró la distribución del peso y el manejo. En su debut, el RX-7 disponía del motor 12A con doble rotor de 1146 cm³ (1,1 litros); y más tarde apareció una versión turbo de 165 CV (163 HP; 121 kW) a las 6500 rpm y un par máximo de 23 kg·m (226 N·m; 166 lb·pie) a las 4000 rpm para Japón, mientras que América del Norte obtuvo el motor 13B ligeramente más grande equipado con inyección directa de combustible.
Su éxito se tradujo en 570 000 unidades producidas hasta que llegó su relevo en 1985.

## Segunda generación
La evolución del modelo es clara adoptando un estilo familiar, pero fuertemente influenciado por la etapa de finales de los años 80 y principios de los años 90. Se mantuvieron detalles como los faros escamoteables, que siguieron incluso en la tercera generación, pero se añaden otros, como la toma de aire del capó o la enorme luna trasera. Se hizo mayor, aumentando tanto su tamaño a 4310 mm (169,7 plg), como su peso a 1360 kg (2998 lb) y 1400 kg (3086 lb) para la versión descapotable, utilizando motores de mayor rendimiento.
Para 1985, el RX-7 obtuvo un diseño inspirado en los cupés de Porsche y una serie de mejoras de rendimiento, como el Mazda DTSS] (Sistema de suspensión de seguimiento dinámico) y el turbocompresor.
Su sobrealimentación demostró ser particularmente adecuada para motores rotativos, gracias a las características de su flujo de escape y bastante efectiva para aumentar el par a revoluciones medias.
En esta segunda generación, el motor era de 1308 cm³ (1,3 litros), mismo que inicialmente en Europa ofrecía 150 CV (148 HP; 110 kW) con aspiración natural, mientras que las versiones turboalimentadas generaban de 180 a 200 CV (178 a 197 HP) (132 a 147 kW). En su versión más potente, lograba el 0 a 100 km/h (62 mph) en 6 segundos y una velocidad máxima de 240 km/h (149 mph).
De nuevo se produjo una diferencia entre lo que el modelo ofrecía en su mercado local y lo que llegaba al resto del mundo, saliendo los nipones bastante beneficiados. Mientras que allí el motor Wankel llegaba a 185 CV (182 HP; 136 kW) y 25 kg·m (245 N·m; 181 lb·pie) de par, en Europa y Norteamérica había que conformarse con 150 CV (148 HP; 110 kW) y 18,4 kg·m (180 N·m; 133 lb·pie). Por suerte el modelo evolucionó y antes de dar paso a la tercera generación, llegó a entregar 180 CV (178 HP; 132 kW) e incluso 205 CV (202 HP; 151 kW) a las 6500 rpm y un par máximo de 27,5 kg·m (270 N·m; 199 lb·pie) a las 3500 rpm en sus variantes Turbo y GT.

## Tercera generación
En su tercera y última generación que llegó en 1992, fue un verdadero automóvil de alto rendimiento. Con un nuevo turbocompresor doble secuencial, el motor aumentó la potencia a 239 CV (236 HP; 176 kW).
Fue considerado por los entusiastas como el mejor de todos los RX-7, por su fácil manejo y su capacidad de aceleración de 0 a 100 km/h (62 mph) demostrada en los 5,3 segundos; y una velocidad máxima de 250 km/h (155 mph) (autolimitada).
Su imagen era noventera hasta decir basta, con formas mucho más redondeadas que en sus predecesores, un largo capó, extensiones en los bajos y un llamativo alerón. Redujo su longitud hasta los 4280 mm (168,5 plg), que combinó con una altura de solamente 1229 mm (48,4 plg) y una anchura de 1750 mm (68,9 plg), consiguiendo unas proporciones muy atléticas y de perfil bajo.
Redujo su peso hasta los 1270 kg (2800 lb), algo que benefició a las prestaciones, así como la incorporación de un motor rotativo de 1308 cm³ (1,3 litros) con dos rotores, que en el Viejo Continente desarrollaba 240 CV (237 HP; 177 kW), menos que los 255 CV (252 HP; 188 kW) del "JDM" (mercado japonés) y que en su última evolución ganó 40 CV (29,4 kW) más. En esta conseguía acelerar de 0 a 100 km/h (62 mph) en 5,2 segundos, siendo su velocidad máxima hasta los 256 km/h (159 mph).
Desgraciadamente, en 1996 la comercialización del RX-7 se detuvo en la mayor parte de Europa, debido a los estándares de emisión, aunque Mazda continuó produciéndolo para los mercados con volante a la derecha, aumentando su potencia gracias a una configuración biturbo hasta los 280 CV (276 HP; 206 kW) a las 6500 rpm y un par máximo de 32 kg·m (314 N·m; 231 lb·pie) a las 5000 rpm. Al final, este auto dijo adiós por completo en 2002.

## Competición

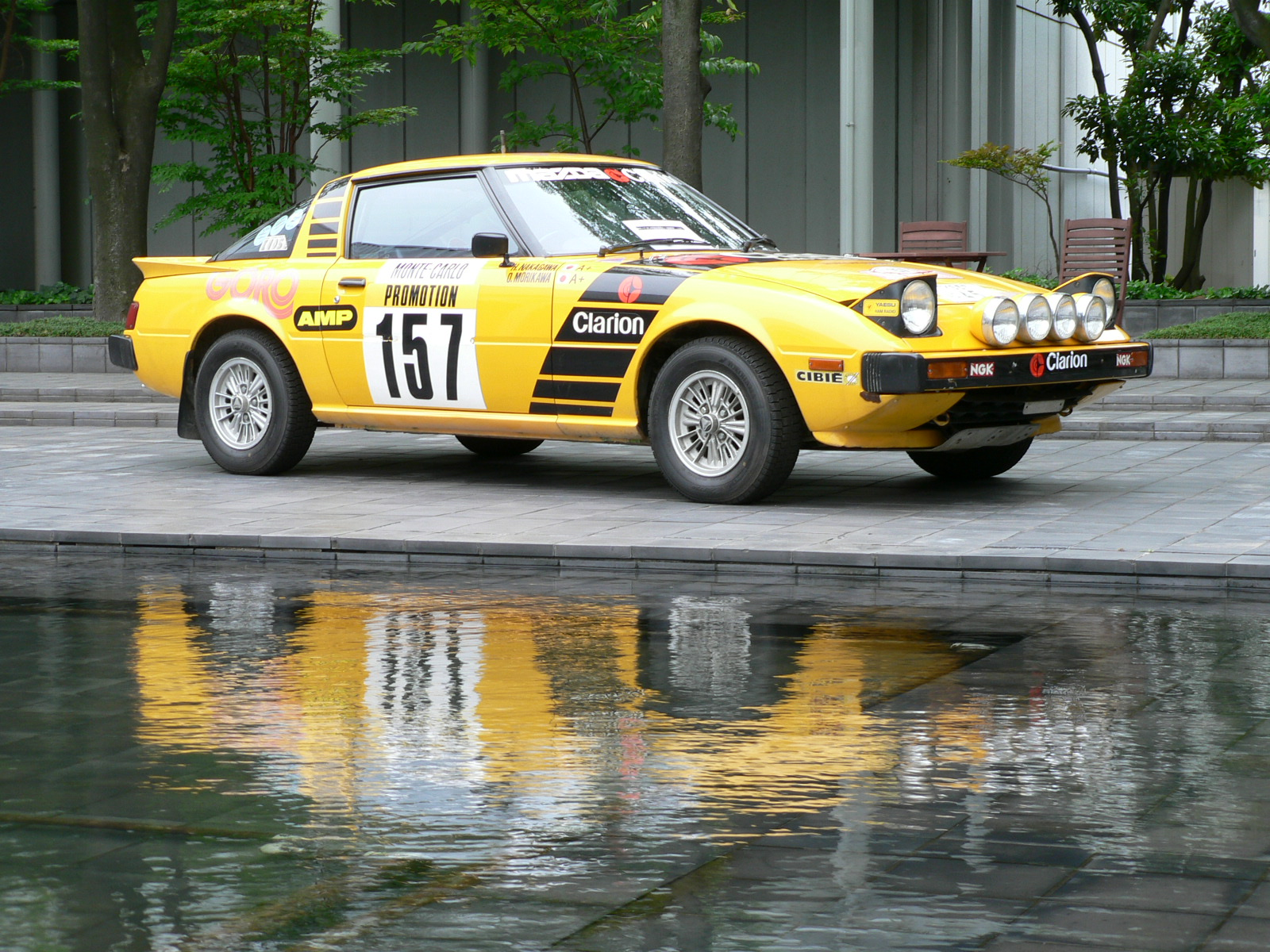
Mazda RX-7 Grupo B que compitió en el Rally de Montecarlo de 1979.

El RX-7 compitió en varias carreras de Gran Turismo. Participó en las 24 Horas de Le Mans entre los años 1979 y 1991 y el 787B ganó esta última edición, siendo el único fabricante japonés en haber vencido en esta competición.
También ganó las 24 Horas de Spa de 1981, las 24 Horas de Daytona en 1979 y fue campeón en la categoría GTU del Campeonato IMSA GT entre los años 1980 y 1987. Varios RX-7 compitieron en los Super GT Japonés, resultando campeón en la categoría GT300 en 2006.
En los rallys participó en el Grupo B, el cual apenas disputó una docena de pruebas entre 1984 y 1986 con un tercer puesto, logrado por Ingvar Carlsson en el Rally Acrópolis de 1985, como mejor resultado.
En 1987 dejó de competir en dicha disciplina, debido a que la FISA prohibió al Grupo B de rally por su peligrosidad.
También participó en el Campeonato Australiano de Turismos entre los años 1981 y 1984 y fue campeón en 1983. El RX-7 es ampliamente utilizado en drifting; entre otros torneos, ganó el D1 Grand Prix en 2003.

## En la cultura popular

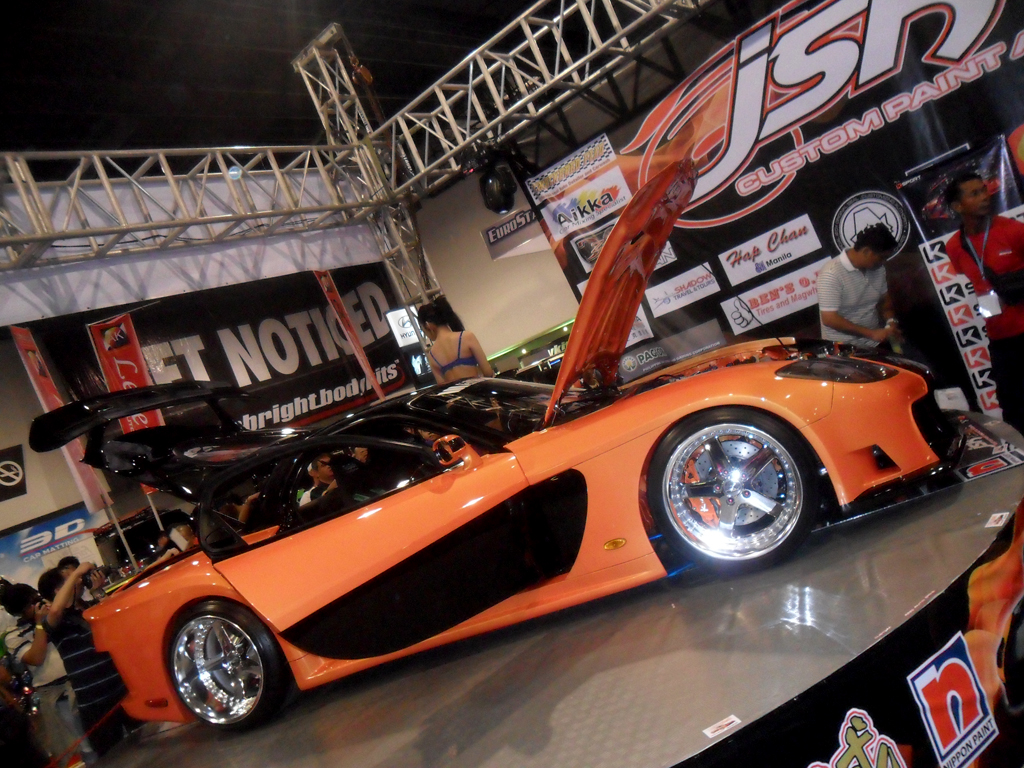
VeilSide anaranjado en el Salón del automóvil de Manila de 2012.

Las dos últimas generaciones (FC y FD), han aparecido en diferentes películas de acción de la saga Fast & Furious, en la que Dominic Toretto, interpretado por el actor Vin Diesel, conduce un Mazda RX-7 para ir a las  "drag". En Fast & Furious: Tokyo Drift, Han Lue, interpretado por el actor Sung Kang, tiene un VeilSide (FD) color anaranjado.
En el manga/anime Initial D, aparecen varias versiones de diferentes generaciones y colores.
En la película Esperando la carroza, Antonio Musicardi es propietario de un modelo 1981 color beige.
En el videojuego de carreras de 2007 Wangan Midnight (湾岸ミッドナイト Wangan Middonaito), aparecen varias versiones de diferentes colores.
En la serie Tokusatsu Chōdenshi Bioman, el "Bio Turbo" es en realidad una versión modificada del RX-7.